# Зонне, Йерген Валентин
Йерген Валентин Зонне (дат. Jørgen Valentin Sonne; 24 июня 1801, Биркерёд, — 24 сентября 1890, Копенгаген) — датский живописец.

## Биография
Учился у Х. Д. Гебауэра, в Копенгагене, посещал классы Академии художеств и писал охотничьи сцены и картины баталий (например, «Кавалерийская атака под Зегестедтом» и «Битва с французами в Тироле»). После этого, с 1828 года, занимался в Мюнхене, в мастерской П. Гесса, и провёл несколько лет (1830—1841) в Риме, где написал много сцен из итальянского народного быта, в том числе, «Осеннюю обедню в римской Кампаньи» и «Римских поселян, отправляющихся на рынок» (в Копенгагенском королевском музее).
В 1843 году Зонне был избран в члены Копенгагенской Академии. Война 1848 года, в которой он участвовал, побудила его вернуться к баталической живописи и изобразить различные эпизоды этой войны (например, сражения при Дюппеле, Фредериции и Идштедте и др.). По прошествии нескольких лет, он снова обратился к воспроизведению мирных жанровых сюжетов и уже под старость предпринял вторичную поездку в Италию, давшую ему материал для новых картин из местного быта.
Кроме того, он черпал идеи для своих произведений из сочинений датских поэтов. Ему принадлежат также фрески на внешних стенах музея Торвальдсена, в Копенгагене, изображающие прибытие знаменитого ваятеля на Копенгагенский рейд, в 1838 году, и перенесение скульптур Торвальдсена в музей его имени. Вообще, Зонне был одним из талантливейших живописцев Дании и первый в ряду её немногочисленных баталистов.